# Kaubun
Kaubun (indonez. Kecamatan Kaubun) – kecamatan w kabupatenie Kutai Timur w prowincji Borneo Wschodnie w Indonezji.
Kecamatan ten graniczy od północnego zachodu i północy kecamatanem Karangan, od wschodu z kecamatanem Sangkulirang, od południowego wschodu z kecamatanem Kaliorang, a do południowego zachodu z kecamatanem Bengalon.
W 2010 roku kecamatan ten zamieszkiwały 9 622 osoby, z których 100% stanowiła ludność wiejska. Mężczyzn było 5 323, a kobiet 4 299. 7 031 osób wyznawało islam, 1 687 katolicyzm, a 712 hinduizm.
Znajdują się tutaj miejscowości: Bukit Permata, Bumi Etam, Bumi Jaya, Bumi Rapak, Cipta Graha, Kadungan Jaya, Mata Air, Pengadan Baru.